# 4913 Wangxuan
4913 Wangxuan este un asteroid din centura principală, descoperit pe 20 septembrie 1965, de Observatorul Zijinshan.